# ハリモモチュウシャク
ハリモモチュウシャク (針腿中杓　Numenius tahitiensis) は、鳥綱チドリ目シギ科ダイシャクシギ属に分類される鳥類。

## 分布
アラスカ州西部の、ユーコン川河口周辺で繁殖する。
日本では、北海道や本州・沖縄島・父島・南鳥島などに飛来した記録がある。

## 形態
全長40 - 44センチメートル。翼長オス22 - 23センチメートル、メス23 - 25センチメートル。大腿部の羽毛の軸（羽軸）が長く、針状になることが和名の由来となっている。

## 分類
和名がハリモモチュウシャクシギとされることもある。一例として1997年の日本鳥学会による日本産鳥類リストでもハリモモチュウシャクシギとされていたが、誤りであるとして後に学会誌で訂正されている。

## 生態
越冬地では砂浜や草原・水田などに生息する。越冬地で換羽するため、飛翔できない期間がある。
昆虫、サソリ類などの節足動物、甲殻類などを食べる。アジサシ類やカツオドリ類の卵を、硬い物に打ち付けて割って食べるという報告例もある。
「クェー」または「ピーウィー」と鳴く。
4個の卵を産む。

## 人間との関係
越冬地での狩猟や、ココヤシのプランテーションへの転換、人為的に移入されたイヌなどの外来種による捕食などが原因で、生息数は減少している。一方で近年は越冬地での狩猟は減少傾向にあり、それに伴い漸減傾向となったか減少傾向に歯止めがかかったとする説もある。
気候変動や海面上昇などによる影響が懸念され、繁殖地では金の採掘による影響も懸念されている。